# 戴碧湘
戴碧湘（1918年—2014年8月12日），笔名王白石，男，四川安岳人，中国戏剧家，曾任中国人民解放军战士话剧团团长，东方歌舞团团长，中国戏剧家协会理事。